# Niantjila
Niantjila is een gemeente (commune) in de regio Koulikoro in Mali. De gemeente telt 14.300 inwoners (2009).
De gemeente bestaat uit de volgende plaatsen:
- Bamanantou
- Bembougou
- Congolikoro
- Djénékala
- Foniobougou
- Kaban
- Koca
- Koconn-Sérémè
- Kouantou
- Madina
- N’Togona
- Niamakoro
- Niantjila
- Zana